# World Forge
World Forge is een Russisch bedrijf dat computerspellen ontwikkelt. Het bedrijf bevindt zich in Voronezj, Rusland en is eind 2004 opgericht. Er werken ongeveer 50 mensen. Het heeft gewerkt aan onder andere het real-time strategy spel Ancient Wars: Sparta.

## Spellen
- Ancient Wars: Sparta (2007)
- Fate of Hellas (2008, stand-alone uitbreidingspakket)

### In ontwikkeling
- Battle for Atlantis
- The Wall